# Mario Usellini
Mario Usellini (Milano, 6 gennaio 1938) è un politico e imprenditore italiano.

## Biografia
Industriale del ramo profumi, è stato presidente della Satinine s.p.a. e co-fondatore della fondazione Vidas per l'assistenza ai malati terminali.
Impegnato in politica con la Democrazia Cristiana, è stato eletto deputato alle elezioni politiche del 1976, confermando il proprio seggio a Montecitorio per quattro legislature consecutive, rimanendo in carica fino al 1992.